# 171 Ofelija
171 Ofelija (mednarodno ime 171 Ophelia) je asteroid tipa C v glavnem asteroidnem pasu. 
Pripada družini asteroidov Temida.

## Odkritje
Asteroid je odkril francoski astronom Alphonse Louis Nicolas Borrelly 13. januarja 1877 .
Poimenovan je po vlogi v Shakespearjevem Hamletu.

## Lastnosti
Asteroid Ofelija obkroži Sonce v 5,54 letih. Njegova tirnica ima izsrednost 0,130, nagnjena pa je za 2,547° proti ekliptiki. Njegov premer je 116,69 km, okoli svoje osi pa se zavrti v 13,4 h .